# 铁厂镇 (通化市)
铁厂镇，是中华人民共和国吉林省通化市二道江区下辖的一个乡镇级行政单位。

## 行政区划
铁厂镇下辖以下地区：
红光社区、西茂社区、铁西社区、铁东社区、四道沟村、三道沟村、一心村和铁厂村。